# Stephensia (fjärilar)
Stephensia är ett släkte av fjärilar som beskrevs av Henry Tibbats Stainton 1858. Stephensia ingår i familjen Gräsmalar, Elachistidae.

## Dottertaxa tillStephensia, i alfabetisk ordning[1][2]
- Stephensia abbreviatella (Stainton, 1851)
- Stephensia armata Sruoga, 2003
- Stephensia brunnichella (Linnaeus, 1767), Bergmyntemal
- Stephensia calpella (Walsingham, 1905)
- Stephensia cedronellae (Walsingham, 1908)
- Stephensia cunilae Braun, 1930
- Stephensia integra (Falkovitsh, 1986)
- Stephensia jalmarella Kaila, 1992
- Stephensia major (Kearfott, 1907)
- Stephensia staudingeri Nielsen & Traugott-Olsen, 1981
- Stephensia unipunctella Nielsen & Traugott-Olsen, 1978
- Stephensia ussuriella Sinev, 1992